# Daniel Froschauer
Daniel Froschauer   (Viena, 30 de desembre de 1965) és un violinista i membre del consell d'administració de la Filharmònica de Viena.
Nascut a Viena, Froschauer va néixer fill del director d'orquestra i del cor de l'òpera Estatal de Viena, Helmuth Froschauer. Va estudiar a la "Juilliard School" de Nova York amb Dorothy DeLay i Masao Kawasaki. Va rebre la seva formació de Pinchas Zukerman, així com dels professors Alfred Staar i Alfred Altenburger a Viena.
El 1990 Froschauer va rebre el premi "Young Artist Award de Musical America" a Nova York. El 1997 va guanyar el concurs internacional Pierre Lantier a París. Com a solista, Froschauer va tocar amb l'Orquestra Mozarteum de Salzburg i el New York Symphonic Ensemble. Com a solista va debutar el 1993 amb una sonata a la sala Brahms del "Wiener Musikverein".
El 1998 Froschauer es va unir al grup de primers violins de l'Orquestra de l'Òpera Estatal i l'Orquestra de la Filharmònica de Viena, de la qual és el principal violinista des del 2004. Froschauer toca el violí "Ex Benvenuti, ex Halphen" d'Antonio Stradivari del 1727 préstec de la Fundació Angelika Prokopp.
L'1 de setembre de 2017, va substituir Andreas Großbauer en la funció de president del Consell de l'Orquestra Filharmònica.